# Czesław Rydalski

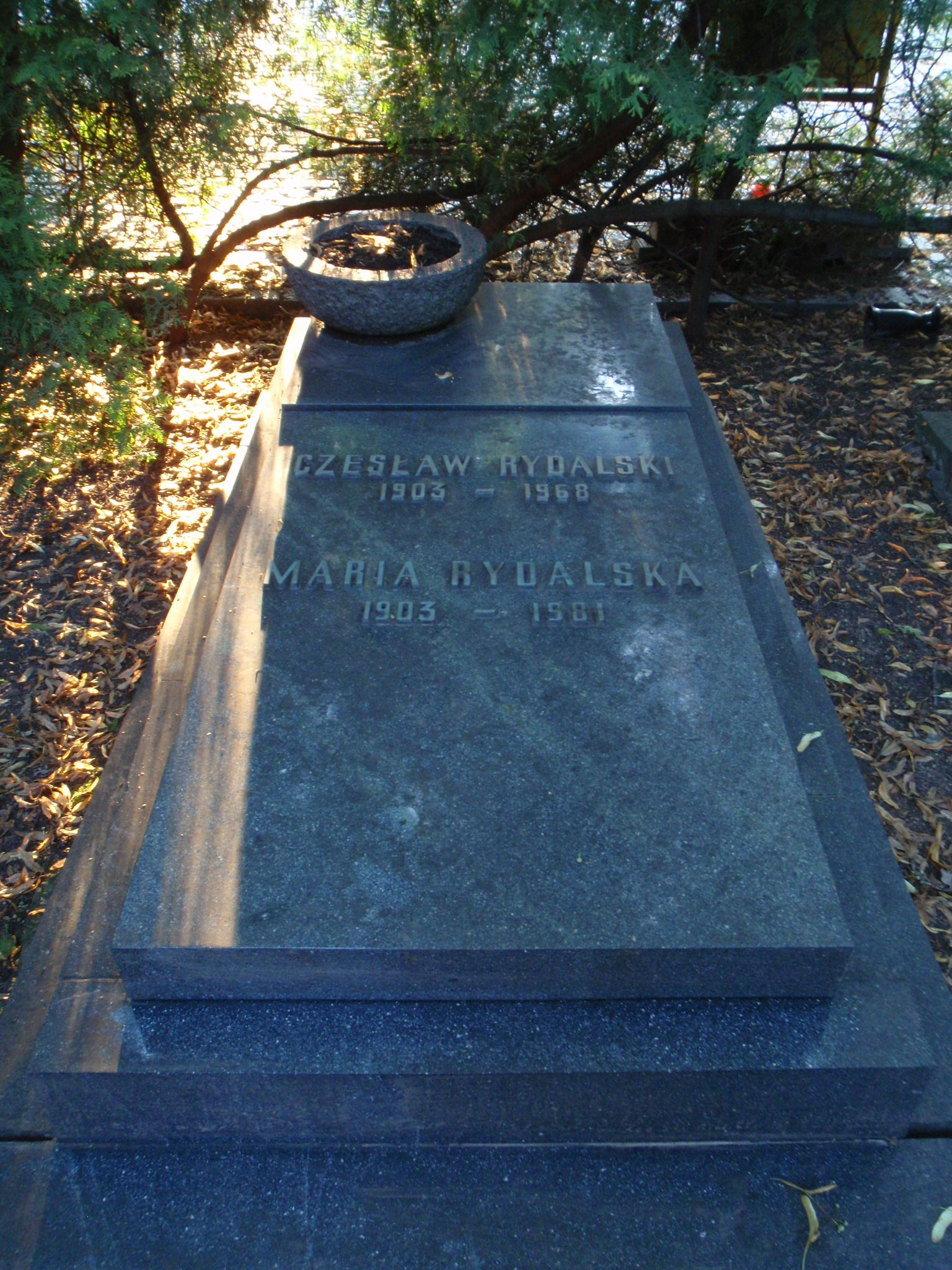
Grób Czesława Rydalskiego na Powązkach Wojskowych w Warszawie

Czesław Rydalski (ur. 12 lipca 1903 w Warszawie, zm. 10 lipca 1968 tamże) – kelner, polityk.
W latach 1941–1946 był w Armii Polskiej w ZSRR i w Polskich Siłach Zbrojnych na Zachodzie.
Od 21 listopada 1952 do 11 lipca 1956 był kierownikiem resortu przemysłu mięsnego i mleczarskiego w rządach Bolesława Bieruta i Józefa Cyrankiewicza.
Od 1926 należał do KPP, od 1946 do PPR, a od 1948 należał do PZPR.
Został pochowany na Cmentarzu Wojskowym na Powązkach w Warszawie (kw. A 28 rz. Tuje m. 21).

## Odznaczenia
- Order Sztandaru Pracy I klasy (1964)[2]
- Złota odznaka honorowa „Za Zasługi dla Warszawy” (1967)[3]